# Grootkan
De grootkan (khagan of kagan in het Mongools) was de opperste leider van het Mongoolse Rijk. Dit rijk was onderverdeeld in verschillende kanaten, bijvoorbeeld het Kanaat van de Gouden Horde. De kans van de verschillende kanaten waren, soms slechts nominaal, allen aan de grootkan onderworpen.

## Lijst van grootkans van het Mongoolse Rijk
- Dzjengis Khan (1206-1227); licht omstreden, aangezien Dzjengis alle gebieden zelf bezat en dus de enige kan was
- Tolui Khan, regent (1227-1229)
- Ögedei Khan (1229-1241)
- Töregene Khatun, regent (1241-1246)
- Güyük Khan (1246-1248)
- Oghul Ghaymish, regent (1248-1251)
- Möngke Khan (1251-1259)
- Koeblai Khan (1260-1294)

## De yassak en de khuriltai, Mongools overervingsrecht
De yassak bepaalde dat de grootkan gekozen moest worden uit de zonen van Dzjengis Khan en hun zonen. Dit betekende dat alle mannen die aan konden tonen af te stammen van Dzjengis Khan aanspraak konden maken op de titel. Het traditionele Mongoolse systeem echter bepaalde dat de jongste zoon van zijn vader alle bezittingen kreeg. Zodoende hadden verschillende mensen om verschillende redenen aanspraak op de titel kan.
De grootkan werd gekozen op de khuriltai, een vergadering van afstammelingen van Dzjengis en generaals. De khuriltai was heilig en het was verplicht in het geval van zoiets belangrijks als een nieuwe grootkan de khuriltai bij te wonen. Dit stond beschreven in de yassak. Een khuriltai diende ook in het thuisland plaats te vinden. Veel veldtochten werden onderbroken om een khuriltai te kunnen houden. Het bekendste voorbeeld hiervan is de afgebroken veldtocht van Batu Khan in Europa.

## Speciale positie van de lijn van Jochi
De familie van Jochi was een van de machtigere takken van de familie, maar doordat Börte, de vrouw van Dzjengis Khan en moeder van Jochi gevangen was genomen voor haar zwangerschap, bleef er twijfel bestaan over wie Jochi's vader was. Dit maakte dat door tegenstanders van de familie van Jochi iedere keer dat er een khuriltai was, overerving door deze tak werd tegengehouden, wat ook de eigen kansen vergrootte. Dit leidde ertoe dat de lijn van Jochi op gespannen voet met de andere families leefde.

## Opvolging van Dzjengis Khan
De eerste grootkan was volgens sommige historici niet Djzenghis, hij was immers kan van heel Mongolië. Hoewel dit slechts een kwestie van naamgeving is, was na de dood van Dzjenghis de overerving van belang. Dzjengis had bepaald dat Jochi's erfgenamen (Jochi was in 1226 overleden) Batu en Berke het westen van het rijk zouden erven. Hun gebieden zouden later de Gouden Horde worden. Zijn tweede zoon, Chagatai kreeg Centraal-Azië en Noord-Iran. Zijn derde zoon Ögedei kreeg China en zijn jongste zoon, Tolui kreeg Mongolië, het bezit van de vader. Omdat de opperste macht ook het bezit van Dzjenghis was, zou Tolui dit ook verdienen. Dzjenghis had echter liever Ögedei als politiek leider, omdat deze daar meer gevoel voor had. Tolui werd regent.

## Opvolging van Tolui
Na de dood van Dzjengis Khan diende Tolui als regent, totdat een khuriltai bijeen geroepen was. Men was erg tegen de keuze voor iemand uit de familie van Jochi en ook Chagatai werd wegens zijn opvliegende karakter niet geschikt bevonden. De keuze was tussen Tolui en Ögedei. Tolui werd gekozen tot Khan, mogelijk wegens het feit dat hij de jongste zoon was. Hij legde echter vrijwillig dit ambt neer, omdat zijn vader voor Ögedei had gekozen. Tolui regeerde van 1227 tot 1229.

## Opvolging van Ögedei
Ögedei regeerde van 1229 tot 1241, toen stierf hij onder licht verdachte omstandigheden. De logische opvolger was Batu, op dat moment de machtigste aller Mongolen, die heel Europa had kunnen veroveren, ware het niet dat hij terug moest voor de khuriltai. Behalve dat Batu zijn militaire campagne onderbrak, moest hij ook een rivaal, Güyük, tegenhouden. Töregene Khatun, de vrouw van Ögedei en moeder van Güyük, was door Ögedei op zijn sterfbed tot regent benoemd. Terwijl Batu ijlings naar Karakorum terugkeerde, deed Töregene haar best Güyüks positie te verstevigen. De khuriltai vond pas in 1246 plaats.

## Opvolging van Töregene
Op de khuriltai van 1246 trad Törenge terug en stelde zij Güyük voor als machthebber. Batu was hiertegen; hijzelf wilde de macht. Mede door Batu's afstamming van Jochi werd hij niet gekozen. Hij accepteerde Güyük echter nauwelijks als grootkan en bracht een leger op de been om de macht met geweld van zijn neef over te nemen. Güyük stierf voortijdig, in 1248. Hierdoor kwam het niet van een veldtocht. Güyük regeerde van 1246 tot 1248.

## Opvolging van Güyük
Na de dood van Güyük nam zijn weduwe, Oghul Ghaymish de macht over als regent. Zij probeerde haar zoon aan de macht te helpen. Batu was hier tegen en wendde zijn macht aan om een khuriltai te organiseren in Siberië. Op deze khuriltai werd de neef van Batu, Möngke, de zoon van Tolui, gekozen als grootkan. De redenering was dat dit de zoon van Tolui en de rechtmatige eigenaar van de titel kan was. De echte reden was dat Möngke een goede verstandhouding met Batu had en hem als generaal en ambassadeur had bijgestaan op de veldtocht in Europa. Ook was Möngke een tegenstander van Güyük, met wie Batu en Möngke al in hun legertijd ruzie hadden gehad. Daarnaast was Batu er inmiddels achter dat zijn afkomst de positie van grootkan buiten bereik zou houden. Hij wilde Europa weer binnenvallen, maar had dan wel een bevriende kan nodig, die hem niet zijn gebied, de Gouden Horde, afpakte.

## Opvolging van Oghul Ghaymish
Batu's khuriltai werd door Oghul ongeldig verklaard omdat het een khuriltai buiten Mongolië was. Daarom liet Batu zijn broer Berke een khuriltai houden in Mongolië. Ook hier werd Möngke gekozen en om hun woorden kracht bij te zetten werd Oghul Ghaymish in een zak genaaid en verdronken, in lijn met de Mongoolse wet dat koningsbloed niet mocht vloeien. Ze had geregeerd van 1248 tot 1251. Möngke werd zonder veel moeite aan de macht geholpen en hield deze tot zijn dood in gevechten in Zuid-China in 1258.

## Opvolging van Möngke
Na de dood van Möngke waren er meerdere troonpretendenten, maar vooral zijn broers Koeblai en Ariq Boke maakten een goede kans. Ariq Boke was de jongste zoon van de jongste zoon en had volgens het Mongoolse gewoonterecht dus het meeste recht op de macht, aangezien de jongste zoon alles erfde. Hij was al gouverneur in Karakorum op het moment dat Möngke in Zuid-China door een kanon werd doodgeschoten.
Koeblai was regent in China, het machtigste deel van het rijk en hij was van plan de macht om die reden op te eisen. Op twee afzonderlijke khuriltais werden beide rivalen in 1260 tot grootkan gekozen. Ariq Boke had de conservatieven achter zich, die de Chinese neigingen van Koeblai maar zwak vonden. Koeblai had de Chinese generaals en steden achter zich.
Het kwam tot een burgeroorlog, waarbij na enkele jaren van vechten Koeblai Ariq Boke gevangennam in 1264 en hem tot 1266, het jaar van zijn dood, vasthield. Hulagu had als broer van de strijdenden geprobeerd te bemiddelen, maar zijn achtergebleven leger in Egypte werd verwoest en opeens moest hij zelf vechten om de vijanden buiten zijn rijk te houden. Daardoor kon hij niets beginnen in de strijd tussen zijn broers.
Niet alleen riep Koeblai zichzelf uit tot grootkan, hij riep zich ook uit tot keizer van China. Hiermee was effectief de macht verschoven van Mongolië naar Peking en daardoor hield het Groot-Mongoolse Rijk op te bestaan.

## Opvolging van Koeblai
Na de dood van Koeblai in 1294 was het rijk versplinterd in de vier erfdelen van de zonen van Dzjengis Khan. Daaruit waren al andere rijken ontstaan: de stam van Hulagu kreeg de macht over het Il-kanaat, die van Batu over de Gouden Horde en die van Koeblai over China en Mongolië. De nakomelingen van Chagatai hielden de Centraal-Aziatische gebieden in hun macht. Later zou Timoer Lenk in deze tak van de familie introuwen en zich beroepend op zijn Mongoolse afkomst gedragen als rechtmatig opvolger van Dzjengis. Hij zou echter geen grote kan meer worden.